# Svídnice (okres Rychnov nad Kněžnou)
Svídnice (německy Schweidnitz) je obec, která se nachází ve východních Čechách, v okrese Rychnov nad Kněžnou v Královéhradeckém kraji, na kraji Orlického podhůří, asi 5 km jižně od Kostelce nad Orlicí. Žije zde 170 obyvatel.

## Historie
První písemná zmínka o obci pochází z roku 1342. Název obce pochází od stromu svída, který byl v okolních bahnitých půdách rozšířen.

## Části obce
- Svídnice
- Suchá Rybná

## Galerie

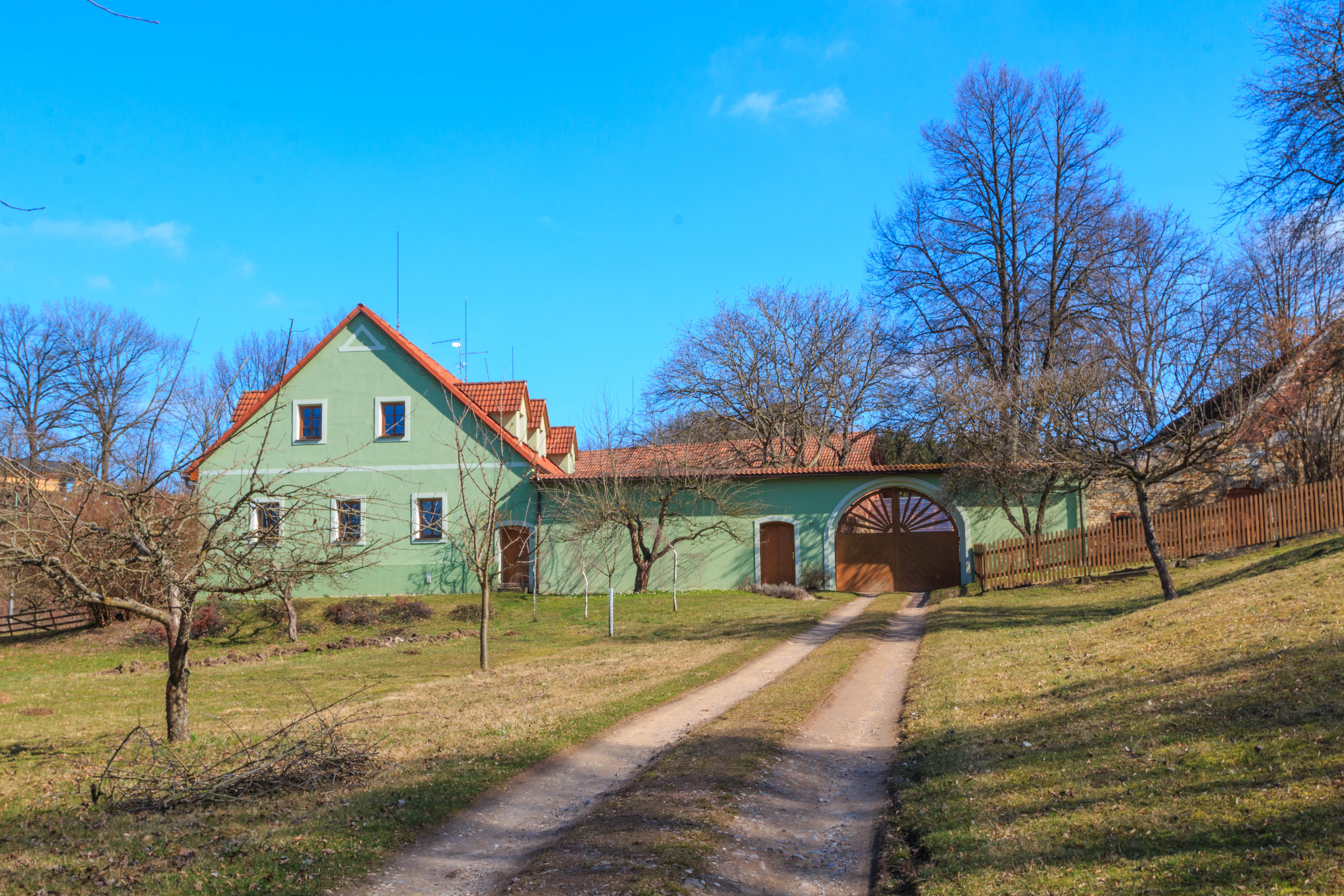
Stavení čp. 18
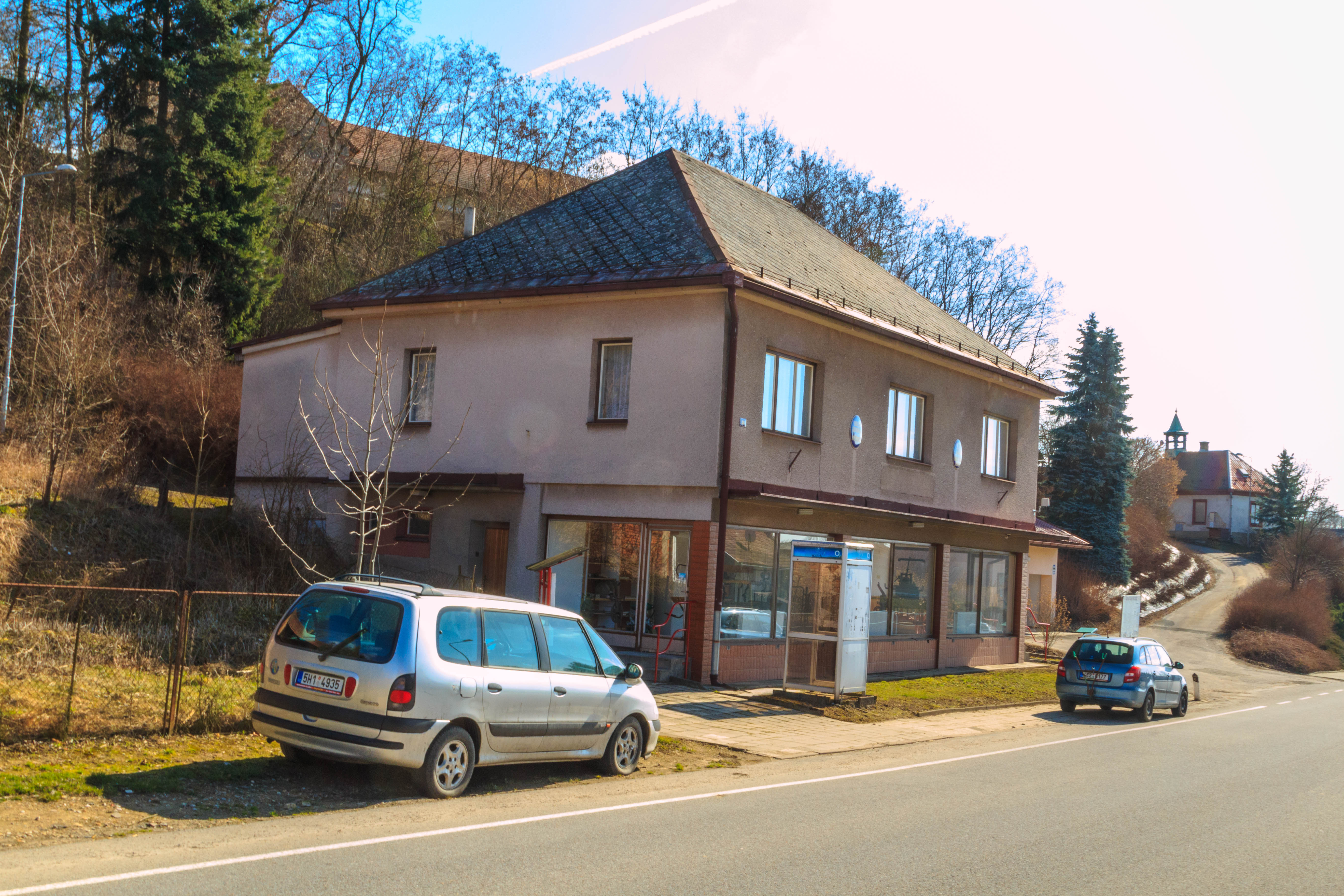
Obecní úřad
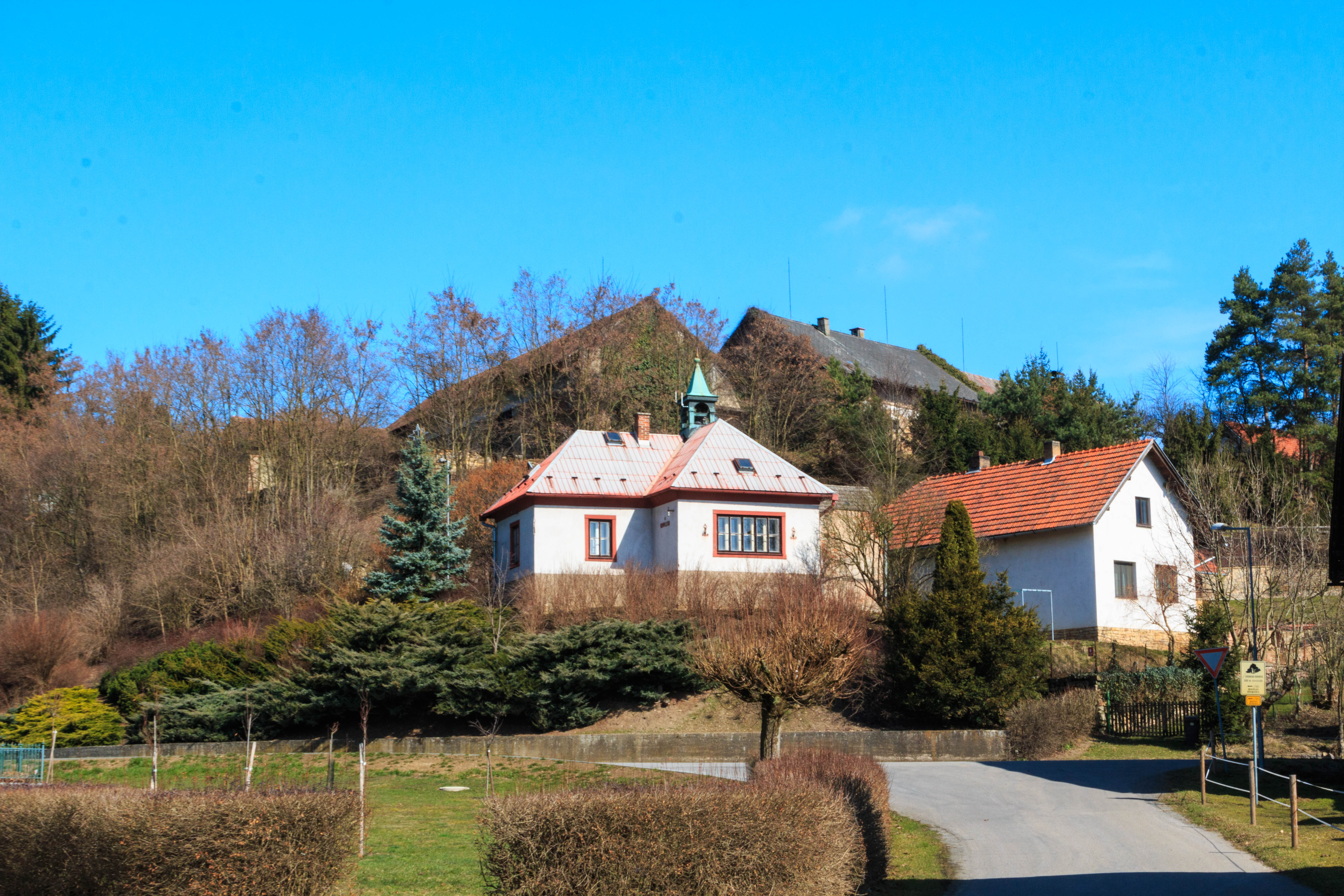
Stavení čp. 54
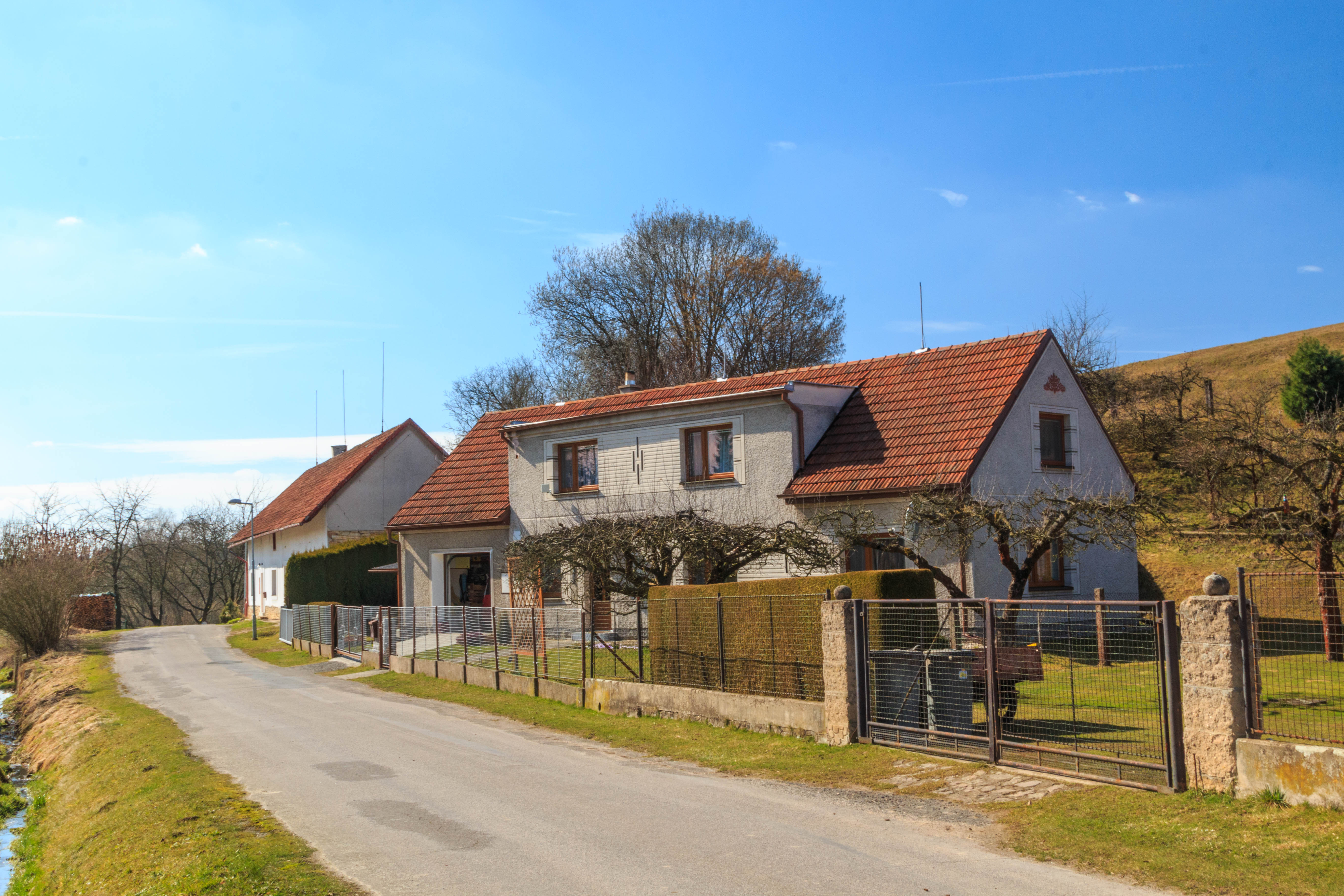
Stavení čp. 44